# Laski (Biała Pierwsza)
Laski – część wsi Biała Pierwsza w Polsce, położona w województwie lubelskim, w powiecie janowskim, w gminie Janów Lubelski.
W latach 1975–1998 miejscowość administracyjnie należała do województwa tarnobrzeskiego.
Graniczy od południa z Laskami (częścią wsi Borownica, a do 1972 częścią miasta Janowa Lubelskiego).